# Japan Football League 2024
Die Japan Football League 2024 (japanisch 第26回日本フットボールリーグ) war die 26. Spielzeit der Japan Football League insgesamt und die elfte als vierthöchste Spielklasse im japanischen Fußball. An dem Wettbewerb nahmen 16 Vereine teil.

## Teilnehmer
| Mannschaft                | Stadt                | Stadion                                   | Kapazität | Bemerkungen                                |
| ------------------------- | -------------------- | ----------------------------------------- | --------- | ------------------------------------------ |
| Briobecca Urayasu         | Urayasu              | Kochi Haruno Athletic Stadium             | 25.000    |                                            |
| Criacao Shinjuku          | Shinjuku             | Ajinomoto Field Nishigaoka                | 7.258     | J.League-Hundertjahrplan-Verein            |
| Honda FC                  | Hamamatsu            | Honda Miyakoda Soccer Stadium             | 2.506     |                                            |
| Kōchi United SC           | Kōchi                | Kochi Haruno Athletic Stadium             | 25.000    | J3-League-Lizenz                           |
| FC Maruyasu Okazaki       | Okazaki              | Maruyasu Okazaki Ryuhoku Stadium          | 5.000     |                                            |
| MinebeaMitsumi FC         | Miyazaki             | Hinata Athletic Stadiumm                  | 20.000    |                                            |
| Okinawa SV                | Tomigusuku und Uruma | Tapic Kenso Hiyagon Stadium               | 10.189    | J.League-Hundertjahrplan-Verein            |
| Reilac Shiga              | Kusatsu              | Higashiomi Nunobiki Green Stadium         | 5.060     | J.League-Hundertjahrplan-Verein (Bewerber) |
| ReinMeer Aomori FC        | Aomori               | New Aomori Prefecture General Sports Park | 20.809    | J3-League-Lizenz                           |
| Sony Sendai FC            | Sendai               | Miyagi Seikyo Megumino Soccer Stadium     | 10.000    |                                            |
| Atletico Suzuka Club 1    | Suzuka               | AGF Suzuka Athletic Stadium               | 1.450     | J3-League-Lizenz                           |
| FC Tiamo Hirakata         | Hirakata             | Tamayura Athletic Stadium                 | 2.500     |                                            |
| Tōkyō Musashino United FC | Musashino            | Musashino Municipal Athletic Stadium      | 5.000     |                                            |
| Veertien Mie              | Kuwana               | La Pita Toin Stadium                      | 5.077     | J3-League-Lizenz                           |
| Verspah Ōita              | Yufu                 | Resonac Soccer/Rugby Field                | 4.700     | J3-League-Lizenz                           |
| Tochigi City FC (N)       | Tochigi              | City Football Station                     | 5.500     | J.League-Hundertjahrplan-Verein            |

1 Suzuka Point Getters wurde in Atletico Suzuka Club umbenannt.

## Ausländische Spieler
Stand: 9. August 2023
| Mannschaft            | Spieler 1        | Spieler 2       | Spieler 3       | Ehemalige Spieler |
| --------------------- | ---------------- | --------------- | --------------- | ----------------- |
| Atletico Suzuka Club  | Diego Washington | Mohammed Lamine | Choi Se-yun     |                   |
| Briobecca Urayasu     |                  |                 |                 |                   |
| Criacao Shinjuku      | Hwang Song-su    |                 |                 |                   |
| Honda FC              |                  |                 |                 |                   |
| Kōchi United SC       | Park Jong-seok   |                 |                 |                   |
| FC Maruyasu Okazaki   |                  |                 |                 |                   |
| MinebeaMitsumi FC     |                  |                 |                 |                   |
| Okinawa SV            |                  |                 |                 |                   |
| Reilac Shiga          |                  |                 |                 |                   |
| ReinMeer Aomori FC    | Vinicius         | Arthur Bessa    | Luiz Fernando   | Eduardo Souza     |
| Sony Sendai FC        |                  |                 |                 |                   |
| FC Tiamo Hirakata     | Emeka Basil      | Park Kwan-gyu   | Willian Barbosa |                   |
| Tochigi City FC       | Pedro            | Carlos Eduardo  |                 |                   |
| Yokogawa Musashino FC |                  |                 |                 |                   |
| Veertien Mie          | Kim Song-sun     | Ryang Hyon-ju   |                 |                   |
| Verspah Ōita          |                  |                 |                 |                   |

## Tabelle
Stand: Saisonende 2024
| Pl. | Verein                | Sp. | S  | U  | N  | Tore    | Diff. | Punkte |
| --- | --------------------- | --- | -- | -- | -- | ------- | ----- | ------ |
| 1.  | Tochigi City FC       | 30  | 19 | 7  | 4  | 066:350 | +31   | 64     |
| 2.  | Kōchi United SC       | 30  | 16 | 7  | 7  | 036:220 | +14   | 55     |
| 3.  | FC Tiamo Hirakata     | 30  | 15 | 5  | 10 | 049:450 | +4    | 50     |
| 4.  | Reilac Shiga          | 30  | 14 | 6  | 10 | 047:320 | +15   | 48     |
| 5.  | Veertien Mie          | 30  | 13 | 9  | 8  | 041:330 | +8    | 48     |
| 6.  | Verspah Ōita          | 30  | 11 | 12 | 7  | 037:370 | ±0    | 45     |
| 7.  | Honda FC              | 30  | 11 | 10 | 9  | 034:270 | +7    | 43     |
| 8.  | Briobecca Urayasu     | 30  | 12 | 6  | 12 | 039:360 | +3    | 42     |
| 9.  | Okinawa SV            | 30  | 11 | 8  | 11 | 052:440 | +8    | 41     |
| 10. | ReinMeer Aomori FC    | 30  | 9  | 14 | 7  | 032:260 | +6    | 41     |
| 11. | Atletico Suzuka Club  | 30  | 10 | 7  | 13 | 039:420 | −3    | 37     |
| 12. | Sony Sendai FC        | 30  | 10 | 7  | 13 | 034:400 | −6    | 37     |
| 13. | FC Maruyasu Okazaki   | 30  | 6  | 12 | 12 | 030:390 | −9    | 30     |
| 14. | Criacao Shinjuku      | 30  | 5  | 11 | 14 | 019:440 | −25   | 26     |
| 15. | Yokogawa Musashino FC | 30  | 5  | 8  | 17 | 026:560 | −30   | 23     |
| 16. | MinebeaMitsumi FC     | 30  | 5  | 7  | 18 | 025:480 | −23   | 22     |

| Zum Saisonende 2024:                                                                                        |
| Meister der Japan Football League und Aufstieg in die J3 League Play-off-Spiele Teilnahme an der Relegation |

## Play-off-Spiele
Für die Play-off-Spiele haben sich qualifiziert:
| Liga                  | Mannschaft      |
| --------------------- | --------------- |
| J3 League             | YSCC Yokohama   |
| Japan Football League | Kōchi United SC |

Die Play-off-Spiele fanden am 1. und 7. Dezember 2024 statt. Die Spiele wurden in einem Hin- und Rückspiel ausgetragen. Bei Punktegleichstand geht das Spiel in die Verlängerung. Sollte auch hier kein Sieger feststehen, erfolgt ein Elfmeterschießen. Die Auswärtstorregel wird nicht angewendet.
| Datum               |                    | Gesamt |                       | Hinspiel | Rückspiel |
| ------------------- | ------------------ | ------ | --------------------- | -------- | --------- |
| 1./7. Dezember 2024 | YSCC Yokohama (J3) | 1:3    | Kōchi United SC (JFL) | 1:1      | 0:2       |

Der Kōchi United SC gewann die Play-off-Spiele mit einem Gesamtergebnis von 3:1 und stieg somit in die dritte Liga auf. YSCC Yokohama musste als Verlierer den Weg in die vierte Liga antreten.

## Relegation
Für das Relegationsspiel qualifizierten sich:
| Liga                               | Mannschaft        |
| ---------------------------------- | ----------------- |
| Regionalliga Finalrunde (2. Platz) | Vonds Ichihara    |
| Japan Football League (16. Platz)  | MinebeaMitsumi FC |

Das Relegationsspiel fand am 1. Dezember 2024 im Hinata Stadium in Miyazaki statt. 
| Datum            |                   | Ergebnis |                |
| ---------------- | ----------------- | -------- | -------------- |
| 1. Dezember 2024 | MinebeaMitsumi FC | 1:0      | Vonds Ichihara |

MinebeaMitsumi FC verblieb in der vierten Liga.

## Torschützenliste
Saisonende 2024
| Platz | Spieler          | Mannschaft                                       | Tore |
| ----- | ---------------- | ------------------------------------------------ | ---- |
| 1.    | Kakeru Aoto      | Okinawa SV                                       | 15   |
| 2.    | Takuya Hitomi    | Atletico Suzuka Club                             | 14   |
| 3.    | Atsushi Yoshida  | Tochigi City FC                                  | 12   |
| 4.    | Shōta Tamura     | Veertien Mie                                     | 11   |
| 5.    | Arthur Bessa     | ReinMeer Aomori FC                               | 10   |
| 5.    | Hayato Mine      | Briobecca Urayasu                                | 10   |
| 5.    | Takumi Fujiwara  | Tochigi City FC                                  | 10   |
| 8.    | Shimpei Yamada   | Sony Sendai FC                                   | 9    |
| 8.    | Reon Kodama      | Honda FC                                         | 9    |
| 10.   | Takuma Gotō      | FC Tiamo Hirakata                                | 8    |
| 10.   | Himan Morimoto   | FC Tiamo Hirakata (4 Tore) Reilac Shiga (4 Tore) | 8    |
| 10.   | Kokoro Kobayashi | Kōchi United SC                                  | 8    |
| 13.   | Koyu Murakami    | ReinMeer Aomori FC                               | 7    |
| 13.   | Shuri Arita      | Okinawa SV                                       | 7    |
| 13.   | Ryuki Yamaguchi  | FC Tiamo Hirakata                                | 7    |
| 13.   | Frank Romero     | Reilac Shiga                                     | 7    |

## Zuschauerzahlen
| Platz | Mannschaft                | Gesamt- zuschauerzahl | Höchste Zuschauerzahl | Niedrigste Zuschauerzahl | Durchschnittliche Zuschauerzahl |
| ----- | ------------------------- | --------------------- | --------------------- | ------------------------ | ------------------------------- |
| 1.    | Criacao Shinjuku          | 43.452                | 16.480                | 402                      | 2.897                           |
| 2.    | Tochigi City FC           | 37.436                | 9.531                 | 915                      | 2.496                           |
| 3.    | Kōchi United SC           | 34.076                | 11.085                | 365                      | 2.272                           |
| 4.    | Reilac Shiga              | 31.076                | 4.152                 | 638                      | 2.072                           |
| 5.    | Veertien Mie              | 31.062                | 3.450                 | 1.037                    | 2.071                           |
| 6.    | Verspah Ōita              | 27.009                | 6.227                 | 379                      | 1.801                           |
| 7.    | ReinMeer Aomori FC        | 16.516                | 3.019                 | 450                      | 1.101                           |
| 8.    | Honda FC                  | 13.161                | 1.580                 | 479                      | 877                             |
| 9.    | Atletico Suzuka Club      | 10.935                | 1.660                 | 335                      | 729                             |
| 10.   | FC Tiamo Hirakata         | 9.872                 | 1.795                 | 238                      | 658                             |
| 11.   | Tōkyō Musashino United FC | 9.527                 | 1.341                 | 279                      | 635                             |
| 12.   | Briobecca Urayasu         | 8.759                 | 1.775                 | 238                      | 584                             |
| 13.   | FC Maruyasu Okazaki       | 6.879                 | 1.020                 | 108                      | 459                             |
| 14.   | Sony Sendai FC            | 6.491                 | 1.695                 | 176                      | 433                             |
| 15.   | Okinawa SV                | 5.721                 | 602                   | 243                      | 381                             |
| 16.   | MinebeaMitsumi FC         | 4.115                 | 448                   | 143                      | 274                             |
|       | Gesamt                    | 296.087               | 16.480                | 108                      | 1.234                           |